# Naomi Watts
Naomi Ellen Watts, född 28 september 1968 i Shoreham i Kent, är en brittisk skådespelare och filmproducent.
När hon var fjorton år flyttade familjen från England till Sydney i Australien. Där gick hon i flera skådespelarskolor och mötte under utbildningen Nicole Kidman. 1986 tog hon en paus från skådespeleriet och åkte till Japan för att arbeta som modell, men vantrivdes med det och återvände snart till Australien. Hon arbetade en tid på en modetidning innan hon bestämde sig för att satsa fullt på skådespeleriet. 
Watts stora genombrott kom 2001 i David Lynchs film Mulholland Drive. Hon fick mycket beröm för sin rollprestation, och har därefter haft flera stora roller, till exempel i den amerikanska versionen av The Ring 2002. Hon nominerades 2004 till en Oscar för sin roll i filmen 21 gram och 2013 för sin roll i The Impossible.
Åren 2005–2016 hade hon en relation med skådespelaren Liev Schreiber och har två barn med honom. Sedan 2017 är hon tillsammans med Billy Crudup.

## Filmografi i urval
- 1991 – Flirting
- 1995 – Tank Girl
- 1998 – En kvinnas öde
- 1998 – Babe - En gris kommer till stan (röst)
- 2001 – Down
- 2001 – Mulholland Drive
- 2002 – The Ring
- 2003 – Ned Kelly
- 2003 – 21 gram
- 2004 – We Don't Live Here Anymore
- 2004 – Attentatet mot Richard Nixon
- 2004 – I Heart Huckabees
- 2005 – Ellie Parker
- 2005 – The Ring 2
- 2005 – Stay
- 2005 – King Kong
- 2006 – Inland Empire (röst)
- 2006 – Kärlekens slöja
- 2007 – Eastern Promises
- 2007 – Funny Games U.S.
- 2009 – Mother and Child
- 2009 – The International
- 2010 – Du kommer att möta en lång mörk främling
- 2010 – Fair Game
- 2011 – Dream House
- 2011 – J. Edgar
- 2012 – The Impossible
- 2013 – Movie 43
- 2013 – Adore
- 2013 – Sunlight Jr.
- 2013 – Diana
- 2014 – St. Vincent
- 2014 – Birdman
- 2014 – While We're Young
- 2015 – Insurgent
- 2015 – The Sea of Trees
- 2016 – Allegiant
- 2016 – Shut in
- 2022 – The Watcher (TV-serie)
- 2024 – Emmanuelle